# براد هاو
براد هاو (بالإنجليزية: Brad Howe)‏ هو نحات أمريكي، ولد في 1959 في ريفرسايد في الولايات المتحدة.